# Moloja
Moloja (en ucraniano: Молога, romanizado: Moloha)  es un pueblo ucraniano perteneciente al óblast de Odesa. Situado en el suroeste del país, es parte del raión de Bíljorod-Dnistrovski y centro del municipio (hromada) homónimo.

## Toponimia
El nombre del asentamiento en otros idiomas de importancia en el asentamiento es Mologa (en ruso: Молога; en rumano: Mologa). 

## Geografía
Moloja está situado en la orilla occidental del limán del Dniéster, 10 km al noroeste de Bélgorod del Dniéster y a unos 80 km al suroeste de Odesa.    

## Historia
El pueblo fue fundado en 1824 por colonos del pueblo Uspenka de la gobernación de Yekaterinoslav.

## Demografía
La evolución de la población de Moloja entre 1989 y 2001 fue la siguiente:
| 1982                                                          | 2046 |
| (Fuente: Cities & Towns of Ukraine y UKRAINE: Größere Städte) |      |

Según el censo de 2001, la lengua materna de la mayoría de los habitantes, el 91,54%, es el ucraniano; del 6,26%, el ruso; y del 1,37%, el rumano.

## Infraestructura

### Transporte
La carretera comarcal P–72 atraviesa el pueblo. 